# Chemically Imbalanced
Chemically Imbalanced – piąty studyjny album grupy muzycznej Ying Yang Twins, wydany 28 listopada 2006 roku.
Pierwszym singlem jest Dangerous z gościnnym udziałem Wyclef Jeana wyprodukowanym przez Mr. Collipark. Początkowo album miał nosić nazwę 2 Live Crew w odniesieniu do grupy hip hopowej 2 Live Crew. Album zadebiutował na 40. miejscu listy Billboard 200 ze sprzedażą 36.000 egzemplarzy. Do tej pory sprzedał się w liczbie 120 717 egzemplarzy w Stanach Zjednoczonych.

## Lista utworów
1. "Intro" – 1:04
2. "Keep on Coming" – 3:59
3. "1st Booty on Duty" – 3:19
4. "Jack It Up" (feat. Taurus) – 3:53
5. "Jigglin'" – 3:24
6. "Take It Slow" (feat. Los Vegaz) – 4:19
7. "Patron" (Skit) – 0:27
8. "Big Boy Liquor" (feat. K.T. & Huggy) – 4:31
9. "Smoke Break" (Skit) – 0:20
10. "Collard Greens" – 5:01
11. "Water" – 3:58
12. "Dangerous" (feat. Wyclef Jean) – 4:20
13. "Family" – 4:23
14. "Friday" – 5:25
15. "Leave" – 3:20
16. "One Mo for the Road" (Skit) – 1:37
17. "Open" – 3:34
18. "In This Thang Still" – 3:11